# Stephen, Minnesota
Stephen är en ort i Marshall County, Minnesota, USA.